# Action collective (droit)
Pour les articles homonymes, voir Action collective et Action de groupe.
Ne doit pas être confondu avec Action de classe A ou action de classe B.
Une action collective, action de groupe ou recours collectif (« class action » en anglais) est une action en justice ou une procédure qui permet à un grand nombre de personnes, souvent des consommateurs, de poursuivre une personne, souvent une entreprise ou une institution publique, afin d'obtenir une indemnisation financière.
Originaire des États-Unis, cette procédure est maintenant répandue dans plusieurs pays de common law, comme le Canada, mais aussi dans plusieurs pays européens comme le Portugal ou l'Italie. Aux États-Unis, le premier recours collectif a eu lieu dans les années 1950, après l'explosion du navire cargo SS Grandcamp à Texas City, catastrophe industrielle ayant causé la mort de plus de 581 personnes[réf. nécessaire].

## Avantages
Les avantages sont liés au fait que le recours collectif fusionne un grand nombre de plaintes individuelles dans un procès unique.
En premier lieu, cette fusion augmente l'efficacité de la justice. Lorsque les faits et les normes sont identiques, la fusion des plaintes dans un recours collectif peut éviter de répéter des « jours avec les mêmes témoins, les mêmes pièces et les mêmes questions de procès en procès ».
Deuxièmement, un recours collectif résout « le problème qui survient lorsque des petites compensations ne sont pas assez incitatives pour qu'un individu se lance dans un recours en solitaire pour recouvrer ses droits ». « Un recours collectif résout ce problème en fusionnant les compensations relativement modestes dans un tout qui mérite que quelqu'un (généralement un avocat) s'attelle à la tâche ».
Autrement dit, un recours collectif assure que le défendeur qui a commis des actes préjudiciables à grande échelle — mais de faible importance pour chaque plaignant individuel — dédommage les individus pour les préjudices subis. Par exemple, les pertes subies par des milliers d'actionnaires d'une société cotée en bourse peuvent être trop faibles pour justifier des requêtes individuelles séparées, tandis qu'un recours collectif peut être effectué de manière efficace au nom de tous les actionnaires. 
Troisièmement, dans les affaires où le défendeur est peu solvable, un recours collectif assure que tous les plaignants reçoivent une compensation, en évitant que les premiers à déposer une requête soient servis en premier sans rien laisser pour les suivants. Un recours collectif centralise toutes les plaintes et partage équitablement les compensations entre les demandeurs en cas de victoire. 
Enfin, un recours collectif évite le cas où plusieurs décisions de justice contradictoires mettent le défendeur dans la situation de devoir suivre un code de conduite incohérent. Un tribunal peut par exemple dans ce but accorder une certification[Quoi ?] à un recours collectif lorsque des détenteurs d'obligations individuels font un procès pour obtenir la conversion de leurs obligations en actions [pourquoi ?] .
Le choix entre recours collectif et recours individuel doit être évalué au cas par cas. La Note du Comité consultatif pour l'article 23 du code fédéral de procédure civile des États-Unis indique par exemple que les « préjudices majeurs » ne sont généralement pas appropriés pour un traitement collectif. Celui-ci généralement améliore peu l'efficacité d'un recours pour préjudice majeur car la plainte implique presque toujours des questions de droit et de faits qui devront être jugées à nouveau sur une base individuelle. Les préjudices majeurs étant compensés par des dommages et intérêts élevés, les plaignants individuels n'ont pas de contrainte financière les empêchant de requérir.

## Critiques
Deux critiques sont généralement formulées à l'encontre des recours collectifs.
La première est que ce dispositif peut inciter des avocats à intenter un recours au nom des victimes d'un acte dommageable en les contraignant à accepter une transaction offrant une compensation déraisonnablement basse, simplement pour encaisser des honoraires confortables (souvent les avocats négocient à l'avance des honoraires conditionnels (en) en cas de victoire, mais ne reçoivent rien en cas de défaite). Dans certains cas, on parle aussi de « transaction par bons d'achats » (« coupon settlements », par allusion au fait que les plaignants reçoivent des compensations minimales sous la forme d'un petit chèque ou d'un bon d'achat pour des services ou des biens à consommer ultérieurement). Ces transactions par bons d'achats permettent également au défendeur d'éviter de débourser des dommages-et-intérêts élevés en empêchant les demandeurs de régler chaque litige séparément.
On répond à cette critique en mentionnant les trois protections que fournit la loi américaine pour empêcher la collusion entre l'avocat du groupe et le défendeur. 
1. Le tribunal doit homologuer toute transaction et les membres du groupe ou leurs avocats peuvent contester une transaction leur paraissant trop désavantageuse ;
2. Normalement le tribunal permet à tout membre du groupe de s'exclure volontairement du règlement ;
3. La collusion est interdite.

La seconde critique consiste à interpréter le mécanisme du recours collectif comme une forme d'« impôt » sur les grandes entreprises qui les empêche d'innover. Par exemple, on dira que, bien que des automobiles à pilotage automatique aient déjà été développées, aucun fabricant n'osera les vendre tant que leur intelligence artificielle ne sera pas parfaite, par peur d’un recours collectif au premier défaut apparaissant dans le logiciel du véhicule. 
On y répond en indiquant que chaque procès en responsabilité civile peut être considéré de la même façon comme une forme d'« impôt ». Si la société voulait encourager l'innovation en autorisant la commercialisation de technologies non sûres, elle pourrait le faire en accordant directement une immunité aux nouvelles technologies face à tout procès en responsabilité civile, et non en interdisant les recours collectifs dans tous les domaines.  
Certains défendeurs bénéficiant d'une grande puissance financière redoutent le mécanisme du recours collectif, car il les empêche d'utiliser leur supériorité financière tour à tour contre chaque plaignant individuel dans une stratégie du « diviser pour régner ».

## Par pays

### Canada
La procédure civile au Canada est différente dans chaque province. Au Québec, c'est un titre du Code de procédure civile qui régit ce qui s'appelle les actions collectives. L'article 571 du Code de procédure civile dispose qu'une personne peut recourir à la Cour supérieure afin de faire valoir un droit qui lui est propre. L'article de loi dispose également que plusieurs individus peuvent se regrouper en membres de ce recours collectif s'ils ont été lésés ou ont subi un préjudice identique, similaire ou connexe, ce qui est le propre d'une action collective.

### États-Unis

#### Action collective de droit fédéral
Dans les tribunaux fédéraux des États-Unis, les actions collectives sont régies par l'article 23 du Code fédéral de procédure civile. [réf. souhaitée] Les tribunaux fédéraux peuvent être saisis pour des actions collectives lorsque les membres du groupe habitent dans plusieurs États, ou lorsque des lois fédérales sont invoquées.Cependant les questions de droit qui sont posées doivent avoir suffisamment de points communs dépassant les frontières de chaque État [pourquoi ?], et cette condition peut être difficile à obtenir puisque le droit civil varie d'État à État. [réf. nécessaire] La saisine se fait alors soit séparément dans chaque district soit au moyen d'un procès multi-district (multi-district litigation [MDL]). 

##### Procédure
La requête est déposée par un ou plusieurs plaignants nommés (c'est-à-dire dont les noms sont portés à la connaissance du tribunal) au nom d'un groupe défini de façon abstraite, on parle de groupe putatif (putative class). 
Le groupe doit être composé de personnes physiques ou morales qui ont subi un préjudice commun. Généralement, ces affaires résultent d'une action habituelle commise par une entreprise, d'un défaut dans un produit ou d'une pratique défectueuse à laquelle les membres du groupe furent confrontés de manière uniforme. 
Après avoir déposé la plainte et les assignations (ou en même temps qu'il les dépose), le plaignant doit généralement faire une requête d'homologation. 
Dans certaines juridictions, l'homologation ne peut se faire qu'après des communications préalables supplémentaires, servant à déterminer si le groupe qui est décrit est suffisamment cohérent.

#### Action collective de droit étatique
Depuis 1938, de nombreux États-Unis ont adopté des procédures semblables à celles du code fédéral de procédure civile. Cependant quelques États comme la Californie n'ont pas voulu renoncer à leurs procédures particulières. En Californie, les lois encadrant les actions collectives se sont développées de façon chaotique à travers des gloses juridiques dérivées de lois aux formulations très vagues (elles sont au nombre de quatre) et cela n'a jamais été mis à plat à l'instar de la mise à plat effectuée par le Code fédéral de procédure civile. [réf. souhaitée] Il en résulte une volumineuse littérature spécialisée.

#### Action collective de défense
Bien que généralement le groupe soit constitué de plaignants, il peut arriver que soient formés des groupes de défense collective. Par exemple, en 2005, l'archidiocèse de Portland a été mis en faillite. [réf. souhaitée] Les paroisses, paroissiens et donateurs de l'archidiocèse furent regroupés [Par qui ?] dans un groupe de défense collective pour exclure leurs biens collectifs (les églises et écoles) des transactions avec les créditeurs de l'archidiocèse. 

### Union européenne
Début 2011, la Commission européenne a lancé une consultation sur la définition d’une approche cohérente en matière de recours collectif pour améliorer les voies de droit amiables et judiciaires, et faciliter la réparation de préjudices subis. En effet, compte tenu du grand nombre de régimes nationaux existants et à leurs différents degrés d'efficacité, l'approche européenne en matière de recours collectifs se doit d’être cohérente pour éviter des disparités dans l'exercice des droits des citoyens et entreprises de l'Union. Cette consultation est close depuis le mois d'avril. 

#### France
L'action est possible en France depuis le 1er octobre 2014, après un long processus d'études et de débats regroupant parlementaires, universitaires et associations.
L’action de groupe est instaurée par la loi du 17 mars 2014 relative à la consommation et inscrite dans le Code de la consommation.
Nouvel instrument du droit français, aux effets conséquents, le dispositif nécessite encore de nombreuses précisions, notamment d'ordre procédural mais également quant aux méthodes de calcul des indemnités, qui ne sont que rarement définies légalement . 
Son champ d'application (les dommages matériels des litiges de consommation) pourrait être ultérieurement étendu aux domaines de la santé et de l'environnement.
La Loi « Justice du XXIe siècle » a le 18 novembre 2016 largement étendu le champ de l'action de groupe,
Le Code de procédure pénale, dans ses articles 2-1 à 2-21, autorise sous certaines conditions la constitution de partie civile sous la forme d'un recours collectif. L'action doit être engagée par une association à but non lucratif régulièrement déclarée (Loi de 1901) ayant au minimum 5 ans d'existence () et dont les statuts prévoient la lutte de certaines infractions et la défense des victimes associées. 
Les recours collectifs au sens strict n'existaient pas en droit administratif jusqu'en 2016. Dans l'optique de diminuer les contentieux sériels, le Conseil d'État a mandaté en 2009 un groupe de travail pour réfléchir à cette question .
La loi du 18 novembre 2016 met en place deux procédures administratives d'actions collectives : l'action de groupe et l'action en reconnaissance de droit ,. Elles sont le fruit, notamment, des propositions formulées dans le rapport Belaval.
En France, le groupe de soutien juridique Défense collective est dissous par le gouvernement en 2024,mais cette mesure est annulé par le Conseil d'État en 2025, pour cause d'abus de pouvoir, en l'absence d'assise légale.

#### Luxembourg
Les recours collectifs sont proscrits au Grand-Duché, toutefois, l'Union luxembourgeoise des consommateurs (ULC), la réclame depuis des années. En janvier 2019, la possibilité d'un recours collectif devrait être introduite à court terme en droit luxembourgeois, a annoncé Paulette Lenert, la ministre de la Protection des consommateurs.

### Suisse
En droit suisse, la qualité pour recourir est en principe réservée aux personnes directement touchées. Cette condition d'accès à la justice empêche l'action collective.